# VSX1
VSX1 (полное название - англ. Visual system homeobox 1 homolog, CHX10-like (zebrafish)) - ген, кодирующий гомеодомен-содержащий белок,  принадлежащий к подсемейству paired-подобных гомеодоменных белков, связанных с развитием глаз и черепно-лицевой области. Название семейства говорит о сходстве гомеодомена с гомеодоменом белка paired в организме дрозофилы. Структура человеческого белка VSX1 на 55% совпадает с аналогичным белком рыбы данио-рерио, на 35% с мышиным белком Chx10.
VSX1 экспрессируется клетками сетчатки и кератоцитами роговицы, в последних экспрессия гена практически не обнаруживается в спокойном состоянии, но отчётливо проявляется при переходе в фенотип фибробластов и миофибробластов.

## Роль в медицине
По данным некоторых исследований, мутации гена VSX1 связаны с задней полиморфной дистрофией роговицы. Некоторые редкие случаями кератоконуса также связывались с мутациями гена, эти данные не были подтверждены последовавшими исследованиями. В 2009 году сообщено о новой мутации, ассоциированной с кератоконусом, это сообщение также ожидает репликации в других популяциях. В одном небольшом исследовании 18 семей с кератоконусом (Gajecka et al., 2009) не было отмечено связи как с VSX1, так и с другим геном-кандидатом, SOD1, что может говорить по меньшей мере о гетерогенности кератоконуса, либо же о полном отсутствии связи VSX1 с этим заболеванием.